# 么金铎
么金铎（1944年—2011年2月13日），男，河北丰南人，中华人民共和国政治人物，曾任保定市人民政府市长，中共保定市委书记，河北省交通厅党组书记、厅长。